# Massimo consumo di ossigeno
Il massimo consumo di ossigeno (VO2max) è un parametro biologico che esprime il volume massimo di ossigeno che un essere umano può consumare nell'unità di tempo per contrazione muscolare. Questo valore è espresso in ml/kg/min (millilitri per kg di peso corporeo al minuto), l'allenamento può essere un fattore migliorativo solo in parte (misurata fino al 20-30%).

## Test

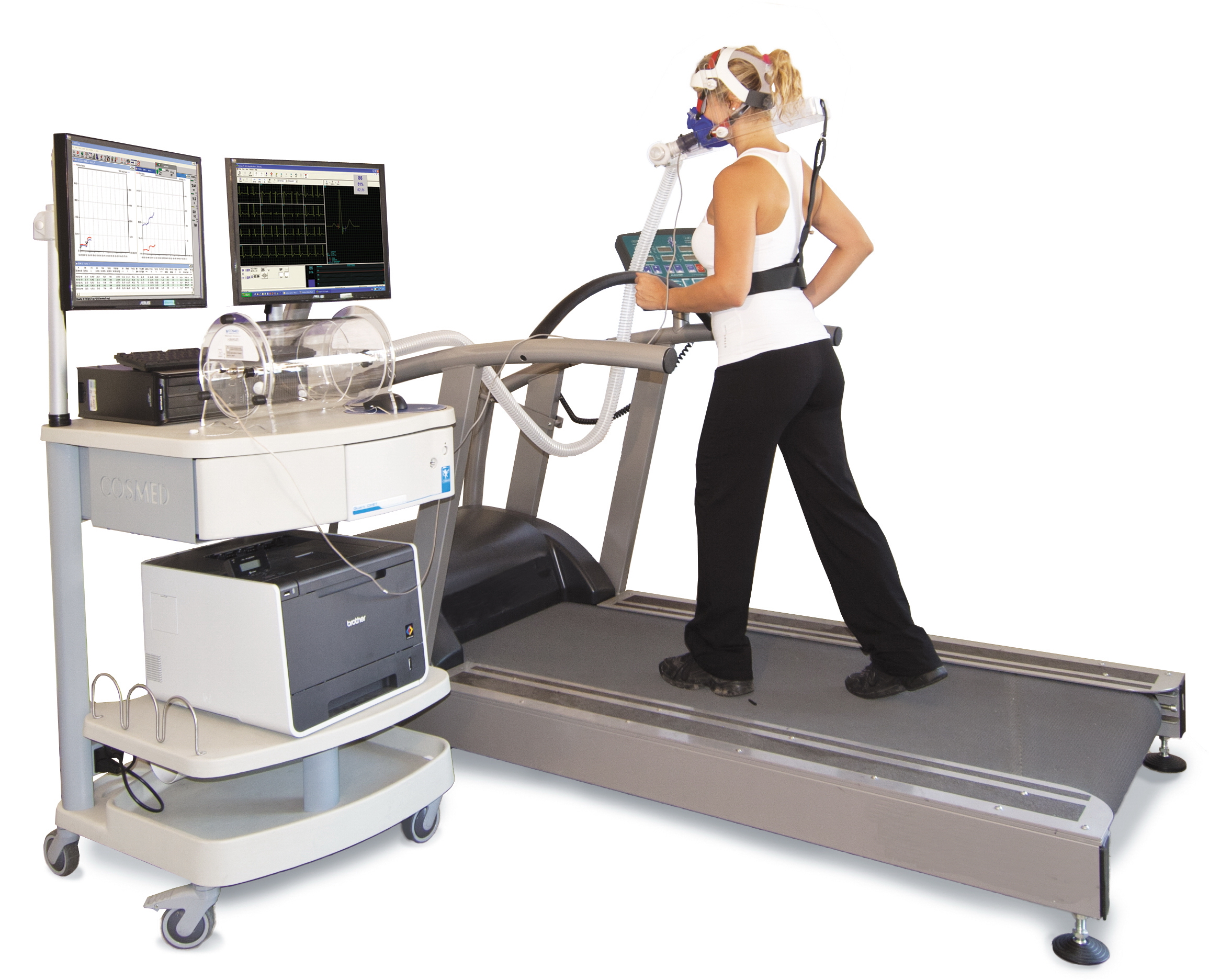
Misura diretta del massimo consumo di ossigeno (VO_{2} max) utilizzando un metabolimetro per l'analisi degli scambi gassosi (VO_{2} e VCO_{2}) durante test da sforzo su tapis roulant

Il valore VO2max si misura con un cicloergometro o in alternativa sottoponendosi a test fisici. Nella ricerca sono stati sperimentati diversi tipi di test più o meno obsoleti e più o meno validi che permettono di determinare il VO2max. Tra questi il test di Cooper o il test della Navetta di Léger.
Quest'ultimo test permette, in base alla determinazione della massima velocità aerobica (MVA) di un essere umano, di estrapolare il VO2max basandosi sulla formula dello stesso Léger:
{\displaystyle VO_{2}max=3,5\times MVA}
in cui il VO2max si misura in ml/min/kg e la MVA in km/h.
Sempre secondo gli studi di Léger, utilizzando la seguente formula è possibile mettere in correlazione I valori di VO2max e di FC max di un atleta:
{\displaystyle \%FCmax=38,35+0,643\times \%VO_{2}max}
Un altro test che permette di valutare le capacità di un atleta è quello di Véronique Billat.

## FC max
Si indica con FCmax la frequenza cardiaca di picco raggiunta durante uno sforzo fisico massimale. Questa frequenza massima può essere dedotta in maniera teorica dalla formula di Cooper: 220 – età.

## Correlazione tra VO2max e Frequenza cardiaca
La correlazione tra le percentuali del VO2max e della frequenza cardiaca è stata spesso comparata; tuttavia rimane una media dei valori, di carattere approssimativo e indicativo, e varia da parte di diverse fonti. Queste correlazioni, però, hanno una validità solo adoperando il metodo di calcolo di Karvonen (FCris), e quindi valutando la frequenza cardiaca a riposo.
Inoltre, queste correlazioni hanno un valore relativo poiché si relazionano ad un determinato esercizio, ma subiscono una variazione in base al tipo di sforzo aerobico o al tipo di macchina aerobica. Sulla cyclette (o cicloergometro), la percentuale di FCris risulta più bassa della percentuale del VO2max; sul tapis roulant e sullo stepper c'è invece una correlazione molto stretta tra i 2 parametri (60% FCris = 60% VO2max); sul vogatore (o remoergometro) la FCris risulta più alta della percentuale rispettiva del VO2max, ecc.
Alcuni esempi:
- 50% FC max = 28% VO2max
- 60% FC max = 40% VO2max
- 70% FC max = 58% VO2max
- 80% FC max = 70% VO2max
- 90% FC max = 83% VO2max
- 100% FC max = 100% VO2max[1]

- 50% FC max = 35% VO2max
- 60% FC max = 48% VO2max
- 70% FC max = 60% VVO2max
- 80% FC max = 73% VO2max
- 90% FC max = 86% VO2max
- 100% FC max = 100% VO2max

- 66% FC max = 50% VO2max
- 70% FC max = 58% VO2max
- 74% FC max = 60% VO2max
- 77% FC max = 65% VO2max
- 81% FC max = 70% VO2max
- 85% FC max = 75% VO2max
- 88% FC max = 80% VO2max
- 92% FC max = 85% VO2max
- 96% FC max = 90% VO2max
- 100% FC max = 100% VO2max